# パレット事件
パレット事件（パレットじけん）は、アメリカ合衆国のボクシングの世界タイトルマッチで起きたリング禍のことである。
1962年3月24日、ニューヨークのマディソン・スクエア・ガーデン (1925)で行われた世界ウェルター級タイトルマッチでエミール・グリフィスがベニー・パレットとの3度目の対戦で王座を奪回したものの、試合終了後にパレットはコーナーで昏睡状態に陥り、10日後に死亡したものである。
当時、アメリカではボクシングの人気が高かったため大きな問題になり、ボクシング禁止論まで飛び出した。

## 経過
試合前の計量時にパレットがグリフィスに対しゲイを意味するスラングを使って挑発。一説によればこれがグリフィスの「憎悪」に繋がったのではないかといわれている。この「憎悪」の有無が後に問題になった。
12ラウンド目に入り、グリフィスの猛攻を受けたパレットは20発近く打たれ続けKO負けを喫した。コーナーに戻された後、昏睡状態に陥り、10日後に死亡した。
グリフィスは事件後は別人のようだったといわれているが、それでも現役を続行し数多くの名勝負を行った。本人は不眠症になるほど悩み苦しんだと告白している。
この事件は2005年にアメリカで「リング・オブ・ファイヤ」というドキュメンタリー作品として放映された。